# Georgi Markov (schrijver)
Georgi Ivanov Markov (Bulgaars: Георги Иванов Марков) (Sofia, 1 maart 1929 – Londen, 11 september 1978) was een Bulgaars dissidente schrijver. Hij werkte, na in 1970 naar het Westen te zijn uitgeweken, voor organisaties als de BBC World Service, Radio Free Europe en Deutsche Welle, waarbij hij sarcastische kritiek op het Bulgaarse regime uitte.
Markov werd, waarschijnlijk in opdracht van de Bulgaarse geheime dienst, in 1978 op de Waterloo Bridge in Londen vermoord door een prik met de punt van een Bulgaarse paraplu, waarbij een minuscuul stalen bolrond kogeltje in zijn spierweefsel werd gebracht. Het kogeltje was doorboord en bood plaats aan ca. 0,3 mg vergif. Markov overleed een paar dagen later. Op grond van de symptomen en de minimale hoeveelheid gif die kon zijn gebruikt, neemt men aan dat dit ricine moet zijn geweest. Direct bewijs ontbreekt.
- Bibsys: 90226622
- Bibliothèque nationale de France: cb11914635b (data)
- Gemeinsame Normdatei: 122810554
- International Standard Name Identifier: 0000 0001 0860 7753
- Library of Congress Control Number: n82233756
- Nationale Bibliotheek van Tsjechië: xx0009780
- Nationale bibliotheek van Australië: 36568497
- Nationale Bibliotheek van Israël: 987007388178305171
- Nationale Bibliotheek van Polen: a0000002874539
- Nederlandse Thesaurus van Auteursnamen: 297368265
- Système universitaire de documentation: 130164259
- Trove: 1297443
- Virtual International Authority File: 14478
- WorldCat: E39PBJtMpwBgxPBvB7RkPGdfbd